# Mazdak
Mazdak, död genom avrättning 529, var en persisk zoroastristisk präst som betraktas som upphovsman till och talesman för den religiösa sekten mazdakismen i Persien århundradet innan landet och dess regerande dynasti Sasaniderna besegrades av den arabisk-muslimska invasionen. Mazdakismen var en radikal social, politisk och religiös lära med närmast socialistiska drag med sina krav på kommunalt, gemensamt ägande och sociala välfärdsprogram. Den utvecklades utifrån kritik av hur zoroastrismen hade utvecklats och av de sasanidiska ledarna. Mazdak sade sig – till skillnad från prästerna – vara en profet direkt underställd Ahura Mazda (Gud). Mazdakismen hade liksom zoroastrismen en dualistisk, kosmologisk världsbild och hade dessutom lånat in ett synkretistiskt tänkande från manikeismen – en annan dualistisk religion. Efter påtryckningar från den persiska adeln och det zoroastriska prästerskapet lät den sasanidiske kungen Kavad avrätta Mazdak och tusentals av hans anhängare.